# Conchiglia di diamante
Conchiglia di diamante è un singolo del cantautore italiano Umberto Tozzi, pubblicato nel 1999.
Il brano, scritto dallo stesso Tozzi, è uno dei due singoli inediti estratti dall'album raccolta Bagaglio a mano.